# 瓦利城 (印第安納州)
瓦利城（英語：Valley City）是位於美國印地安納州哈里森縣的一個非建制地區。該地的面積和人口皆未知。